# Acipenser multiscutatus
Acipenser multiscutatus és una espècie de peix pertanyent a la família dels acipensèrids.

## Hàbitat
És un peix d'aigua dolça, salabrosa i marina; demersal; anàdrom i de clima temperat.

## Distribució geogràfica
Es troba al Pacífic nord-occidental: el Japó.

## Observacions
És inofensiu per als humans.